# Paradoxa d'Epimènides
La Paradoxa d'Epimènides  és una paradoxa, relacionada amb la filosofia i la lògica. Pertany al grup de les paradoxes falsídiques, ja que aparenta autocontradir-se si se segueix un raonament, però es pot mostrar que aquest raonament no és correcte.

## Formulació
Epimènides va ser un llegendari poeta filòsof del segle vi aC a qui se li atribueix haver estat adormit durant cinquanta-set anys encara que Plutarc afirma que només van ser cinquanta.
S'atribueix a Epimènides haver afirmat:
 Tots els cretencs són uns mentiders. 
Sabent que ell mateix era cretenc, deia Epimènides la veritat?
La paradoxa d'Epimènides, també pot sintetitzar-se en <Menteixo. Parlo.> Així ho proposa Foucault, en "La Pensée du dehors". En aquest sentit, la ficció tal com la coneixem, també queda a prova.

## Comentari
Abans de començar, cal aclarir que definim que un  mentider  només fa afirmacions que són falses. Aquesta definició és comú en l'estudi de la lògica, i és possible obtenir aquesta paradoxa amb menys ambigüitat (tot i que també massa complexitat) si es formula com  Tots els cretencs són persones les afirmacions de les quals són sempre falses .
Seguint aquesta definició, a primera vista sembla que l'afirmació és autocontradictòria, ja que Epimènides està afirmant que menteix (vegeu la paradoxa del mentider). Això no és realment cert, ja que tot i que l'afirmació no pot ser certa, sí que podria ser falsa. Si suposem que és certa, Epimènides sí que està afirmant que, com qualsevol cretenc, està mentint i, per tant, l'afirmació seria falsa, i assoliria una autocontradicció. Però si suposem que és falsa, no arribem una contradicció, ja que si l'afirmació  Tots els cretencs menteixen  és falsa, vol dir que hi ha almenys un cretenc, no necessàriament Epimènides, que diu la veritat. Per tant, és perfectament possible que l'afirmació sigui falsa, i l'afirmació no és una veritable paradoxa.
Però, i si un d'aquests cretencs que diuen la veritat és Epimènides? Llavors sí que hi ha paradoxa, i la Paradoxa d'Epimènides rau precisament en això: en la possibilitat que ell mateix sigui un dels que diuen la veritat.

## Solució
Tots els cretencs són uns mentiders, jo sóc cretenc, llavors menteixo. Per això el que s'afirma en aquest enunciat és mentida, tornant a mentir per cada morfema afegit.
Conceptes a valorar:
- Tots.
- Mentiders.
- Cretenc.

Per aclarir la paradoxa, caldria aplicar lògica difusa, establint que és veritat.
Vull comparar la Informació
Ciutadà = cretencs/Tots 'Aquesta divisió donarà com a resultat 1'
Vull comptar Tots els Ciutadans, i per això he de Memoritzar el Compte.
Inici Compte
Persona (Veritat)
{
He de conèixer al Individu = Tots (Compte = Compte+Ciutadà)
Si Informació és igual a Veritat
Estableixo que el Individu és una Persona = Veritat
Si Informació és igual a Mentida
Estableixo que el Individu és una Persona = mentidera
En qualsevol dels casos
Valor nul la persona
}
Si Persona (veritat) és Mentider llavors
al Compte de Mentides afegeix una
Si en un altre cas Persona (veritat) és Veritat llavors
al Compte de Veritats afegeix una
Qualsevol cas
al Compte de ni fu ni fa afegeix un
Cap compte
Ara comparo el compte de mentides amb el valor de tots.
Si són iguals, llavors tots els cretencs són uns mentiders
- Aquest exemple demostra que, tots seran mentiders per a un cas concret, i no per a tots els casos que puguin sorgir. Si s'assumeix que són per a tots els casos, comporta una paradoxa. A menys que examinin tots els casos un per un, per tant, l'afirmació serà certa de cara a la informació processada i no per a aquella que encara no s'ha processat. Aquesta paradoxa, quan s'assumeixen valors absoluts, se sol utilitzar en la fal·làcia del veritable escocès.

Kurt Gödel modernitzà la paradoxa d'Epimènides demostrant que aquest tipus de paradoxes es donaven a la matemàtica formal.